# FCモタグア
FCモタグア (スペイン語: Fútbol Club Motagua) 、旧名CDモタグア (スペイン語: Club Deportivo Motagua) は、ホンジュラスの首都テグシガルパに本拠地を置くサッカークラブである。

## 歴史
1928年8月29日、解散の危機に瀕していた3つのクラブが合併することで結成された。クラブ名の「モタグア」はテグシガルパ付近を流れる川の名前に由来している。
1928年11月25日、クラブ初の対外試合としてテヘロス・デル・エスパーニャ戦が開催された。 
クラブ初の国際試合は1939年4月9日に行われ、テグシガルパのサンフェリペ・フィールドでコスタリカのオリオンFCと対戦した。

## タイトル

### 国内タイトル
- ホンジュラス・プロサッカー・ナショナルリーグ

 (17): 1968–69, 1970–71, 1973–74, 1978–79, 1991–92, 1997–98 A, 1997–98 C, 1999–2000 A, 1999–2000 C, 2001–02 A, 2006–07 A, 2010–11 C, 2014–15 A, 2016–17 A, 2016–17 C, 2018–19 A, 2018–19 C
- スーペルコパ・デ・ホンジュラス

 (2): 1999, 2017
- コパ・プレシデンテ

 (1): 1968
- リーガ・アマチュア・デ・ホンジュラス

 (2): 1948, 1950–51

### 国際タイトル
- コパ・インテルクルベスUNCAF

 (1): 2007

## 現所属メンバー
2022年1月29日現在
注：選手の国籍表記はFIFAの定めた代表資格ルールに基づく。
| No. | Pos. |              | 選手名                     |
| --- | ---- | ------------ | -------------------------- |
| 1   | GK   | ホンジュラス | ウーゴ・カバジェロ・Jr     |
| 3   | DF   | ホンジュラス | カルロス・メレンデス       |
| 4   | MF   | ホンジュラス | カルロス・メヒア           |
| 5   | DF   | ホンジュラス | マルセロ・ペレイラ         |
| 6   | MF   | ホンジュラス | ジェイソン・サンチェス     |
| 7   | MF   | ホンジュラス | イバン・ロペス             |
| 8   | MF   | ホンジュラス | ワルテル・マルティネス     |
| 9   | FW   | アルゼンチン | フランコ・オレゴ           |
| 11  | FW   | ホンジュラス | アンヘル・テヘダ           |
| 12  | DF   | ホンジュラス | マルセロ・サントス         |
| 15  | MF   | ホンジュラス | フアン・ゴメス             |
| 16  | MF   | ホンジュラス | エクトル・カステジャーノス |
| 17  | DF   | ホンジュラス | ウェスリー・デカス         |
| 18  | DF   | ホンジュラス | ディエゴ・ロドリゲス       |

| No. | Pos. |              | 選手名                     |
| --- | ---- | ------------ | -------------------------- |
| 19  | GK   | アルゼンチン | ホナタン・ルジェ ()        |
| 21  | FW   | パラグアイ   | ロベルト・モレイラ         |
| 22  | MF   | ホンジュラス | ジェシー・モンカダ         |
| 23  | MF   | ホンジュラス | フアン・デルガド           |
| 24  | DF   | ホンジュラス | オマル・エルビル (副主将)  |
| 25  | GK   | ホンジュラス | マルロン・リコナ           |
| 26  | FW   | ホンジュラス | ホスエ・ビジャフランカ     |
| 27  | MF   | ホンジュラス | オスカル・ガルシア         |
| 31  | MF   | アルゼンチン | ディエゴ・アウスキ         |
| 32  | MF   | ホンジュラス | ホナタン・ヌニェス         |
| 33  | DF   | ホンジュラス | ファブリシオ・ガリンド     |
| 34  | FW   | アルゼンチン | ルーカス・バルドゥンシエル |
| 35  | DF   | ホンジュラス | クリストファー・メレンデス |